# Daniel Adams-Ray
Daniel David John Adams-Ray (Nairobi, 18 agosto 1983) è un rapper e cantante keniota naturalizzato svedese.

## Biografia
Daniel Adams-Ray ha debuttato da solista nell'industria discografica con l'album in studio Svart, vitt och allt däremellan (2010), classificatosi 2º nella Sverigetopplistan e certificato platino dalla IFPI Sverige. Dal disco è stata estratta Gubben i lådan, hit numero uno e quadruplo platino candidata per il Grammis alla canzone dell'anno. L'LP successivo Innan vi suddas ut, arrivato alla 4ª posizione della classifica svedese, gli ha fruttato una nomination ai premi Grammis.
A circa otto anni di distanza viene reso disponibile per il consumo il terzo disco, dal titolo Döda hjärtan kan slå igen; il progetto ha finito per esordire al 24º posto della Sverigetopplistan.

## Discografia

### Da solista

#### Album in studio
- 2010 – Svart, vitt och allt däremellan
- 2013 – Innan vi suddas ut
- 2021 – Döda hjärtan kan slå igen
- 2025 – Pandemi, Palestina & heartache

#### Album dal vivo
- 2011 – Svart, vitt och allt däremellan (Live)

#### EP
- 2021 – Så mycket bättre 2021 - Tolkningarna

#### Singoli
- 2010 – Gubben i lådan
- 2010 – Dum av dig
- 2013 – Precis som jag
- 2014 – Där regnbågen tar slut (feat. Adam Tensta, Eboi & Michel Dida)
- 2015 – Thinking of Sunshine
- 2016 – För er
- 2016 – Sitter på en dröm (con Oskar Linnros)
- 2020 – Stockholms Voodoo
- 2022 – När jag blundar
- 2024 – Numret har ingen abonnent
- 2024 – Hur förklarar man sånt för datorer?
- 2025 – Du är nog

### Snook
- 2004 – Vi vet inte vart vi ska men vi ska komma dit
- 2006 – Är